# 벨린초나
벨린초나(이탈리아어: Bellinzona)는 스위스 남부 티치노주에 있는 도시이다. 이탈리아어 사용지역인 티치노주의 주도이다. 인구 17,111(2007).
알프스산맥 기슭, 티치노강 연안에 위치한다. 로마 시대 때 건설되었고, 이후 여러 나라에 속했다가 1500년 이후 완전히 스위스에 속하게 되었다. 1798년 헬베티아 공화국의 벨린초나주의 주도가 되었고, 이후 이탈리아어 사용권역의 주로 개편된 티치노주의 주도가 되었다.
벨린초나는 스위스의 역사적인 도시이자, 스위스 티치노주의 주도이다. 이 도시는 2000년부터 유네스코 세계문화유산으로 지정된 3개의 성 (카스텔그란데, 몬테벨로, 사소 고르바로)으로 유명하다.
이 도시는 알프스 기슭의 티치노강 동쪽에 있다. 강 계곡을 따라 뻗어 있으며 동쪽과 서쪽은 레폰틴 알프스의 남쪽 산맥으로, 남쪽은 루가노 프레알프스로 둘러싸여 있다.

## 이름
지명은 590년에 처음으로 투르의 그레고리에 의해 라틴어로 Belitio 또는 Bilitio (대격으로 Bilitionem)로 입증되었다. 이름은 레폰틴어에서 유래한 것으로 belitio (‘주니퍼’) 또는 belitione (‘주니퍼 덤불’)에서 유래했을 가능성이 있다.
중세 시대에 이름은 Berinzona (721, 762, 803, 1002), Birrinzona (1004), Birizona (1168), Beliciona (901, 977) 및 Belinzona (1055)로 발견된다. 이 도시의 독일 이름은 Bellenz이다. 지역 민속 어원은 이탈리아 전쟁과 연결되는 zona bellica ‘전쟁 지역’에서 벨린초나라는 이름을 파생한다.
시 문장의 문장기술(blazon)은 붉은 들판 위에 은색의 직립한 뱀이다. 이 멋진 동물은 이탈리아어로 비시오네(Biscione)라고 한다. 자동차 회사 알파 로메오의 문장에서도 볼 수 있는 이 동물은 14세기와 15세기에 벨린초나의 봉건 영주였던 비스콘티 가문과 관련이 있다.

## 역사

### 선사시대와 로마시대
벨린초나는 항상 알프스에서 중요한 지리적 위치를 차지했다. 남쪽으로 포강 계곡은 티치노강 계곡과 마조레 호수를 따라 내려가는 저지대 경로를 통해 접근할 수 있다. 북쪽으로 티치노 계곡은 누페넨, 고트하르트, 루크마니에 및 산 베르나르디노의 높은 고산 고개로 이어진다. 지금은 거의 사용되지 않았지만, 동쪽의 산조리오 고개는 벨린초나의 과거에도 중요했다.
이 지역은 신석기 시대 초기부터 점령되었지만 , 로마 황제 아우구스투스 통치 기간에 이 지역에 요새가 건설된 것은 기원전 1세기 후반이 되어서였다. 요새는 다음 세기에 황폐해졌지만, AD 4세기에 재건되어 크게 확장되었다. 디오클레티아누스와 콘스탄티누스 대제의 통치 기간 동안 이탈리아 북부를 침략으로부터 보호하기 위해 일련의 성과 망루가 세워졌다. 벨린초나의 위치는 방어의 요점으로 인식되었고, 성벽을 보호하기 위해 큰 성이 세워졌다. 요새 주변에서 성장한 마을은 빌리티오(Bilitio)로 알려졌다.
서로마 제국의 붕괴 후, 동고트족, 6세기 중반의 동로마 제국, 568/70년의 랑고바르드족을 포함한 후계국들은 모두 벨린초나를 장악하고 주변 고개의 통제권을 주장하기 위해 성을 이용했다. 랑고바르드족의 시대에 벨린초나는 이웃 프랑크족과 알레만족들의 습격으로부터 지역을 보호하기 위한 영구적인 수비대의 장소가 되었다. 벨린초나에서 랑고바르드족은 바레세에서 폰테 트레사, 몬테 체네리 고개, 비아스카, 마지막으로 루크마니에 고개를 넘어 쿠어로 가는 중요한 무역로의 교통을 통제했다. 일부 연구자들은 벨린초나가 티치노에 있는 계곡 대부분을 포함하는 지역의 수도였을 것이라고 생각한다.

### 중세 초기
774년경 프랑크 왕국 (카롤루스 제국이 됨)은 벨린초나를 포함한 티치노 계곡의 지배권을 얻었다.
약 200년 후 신성로마제국의 황제 오토 3세는 고대 로마의 영광을 회복하고, 이탈리아로 확장하고자 루크마니에와 생베르나르 고개를 개방했다. 벨린초나의 통제는 이 확장의 핵심 부분이었다. 밀라노에서 빼앗긴 이 마을은 오토 왕조를 지지한 코모의 주교에게 선물로 주어졌다. 1002년 오토 3세가 사망한 후 이브레아의 후작 아두이노는 스스로를 이탈리아의 왕으로 선언하고, 카스텔그란데(Castelgrande)와 마을에 대한 주교의 소유권을 비준했다. 2년 후, 아두이노가 독일 왕 하인리히 2세에게 패배한 후, 하인리히 2세의 부하 엔리코 2세는 코모의 주교에게 카스텔그란데의 선물을 재승인했다. 이 도시는 1218년 중세 자료에서 빌리지오네(Bilizione)로 언급된다.

### 교황과 황제의 갈등

비스콘티 가문의 문장. 비스콘티 가문 하에 벨리초나는 번성하고, 확장했다

11세기 후반의 서임권 투쟁 동안 성이 있는 벨린초나 타운은 슈바벤의 호엔슈타우펜 왕조의 통제하에 놓였다. 그러나 1180년에 프리드리히 1세(바르바로사)는 이 마을을 코모 마을의 관할 하에 두었다. 다음 해에 코모는 신성 로마 제국 황제와의 갈등에서 교황을 지지하는 경향이 있었다. 그러나 1239년에 코모는 신속하게 군대를 벨린초나로 이동시키고, 카스텔그란데를 강화한 황제 프리드리히 2세의 편에 섰다. 1242년 밀라노는 벨린초나를 점령하기 위해 시모네 디 오렐로가 지휘하는 구엘프(또는 친교황파) 군대를 파견했다. 알프스 남쪽의 황제를 약화시킨 도시와 성이 함락되었다. 그러나 이 도시는 1249년에 다시 코모의 관할 하에 놓였다. 북부 이탈리아에서 분쟁이 계속되었고, 카스텔그란데(그란데성)는 1284년, 1292년, 1303년에 여러 번 포위되었다. 이 기간 동안 코모의 루스카 가문, 기벨린 또는 친제국 가문들은 밀라노의 성장하는 친황제파 비스콘티 가문 세력과 제한적인 성공을 거두며 싸웠다. 13세기 말경에 루스카 가문은 그들이 통제하는 벨린초나에서 몬테벨로(Montebello)라는 또 다른 성을 지었다. 1335년경 루스카 가문이 코모에서 쫓겨나 벨린초나로 후퇴해야 했기 때문에 이것은 행운이었다. 5년 후인 1340년에 밀라노는 벨린초나를 포위했다. 오랜 포위 공격 끝에 도시는 밀라노에 함락되었지만, 루스카 가문은 몬테벨로를 유지하는 것이 허용되었다. 친교황파인 밀라노가 향후 150년 동안 벨린초나를 지배했지만, 친황제파 루스카도 이 도시의 일부를 차지했다.

### 벨린초나의 확장

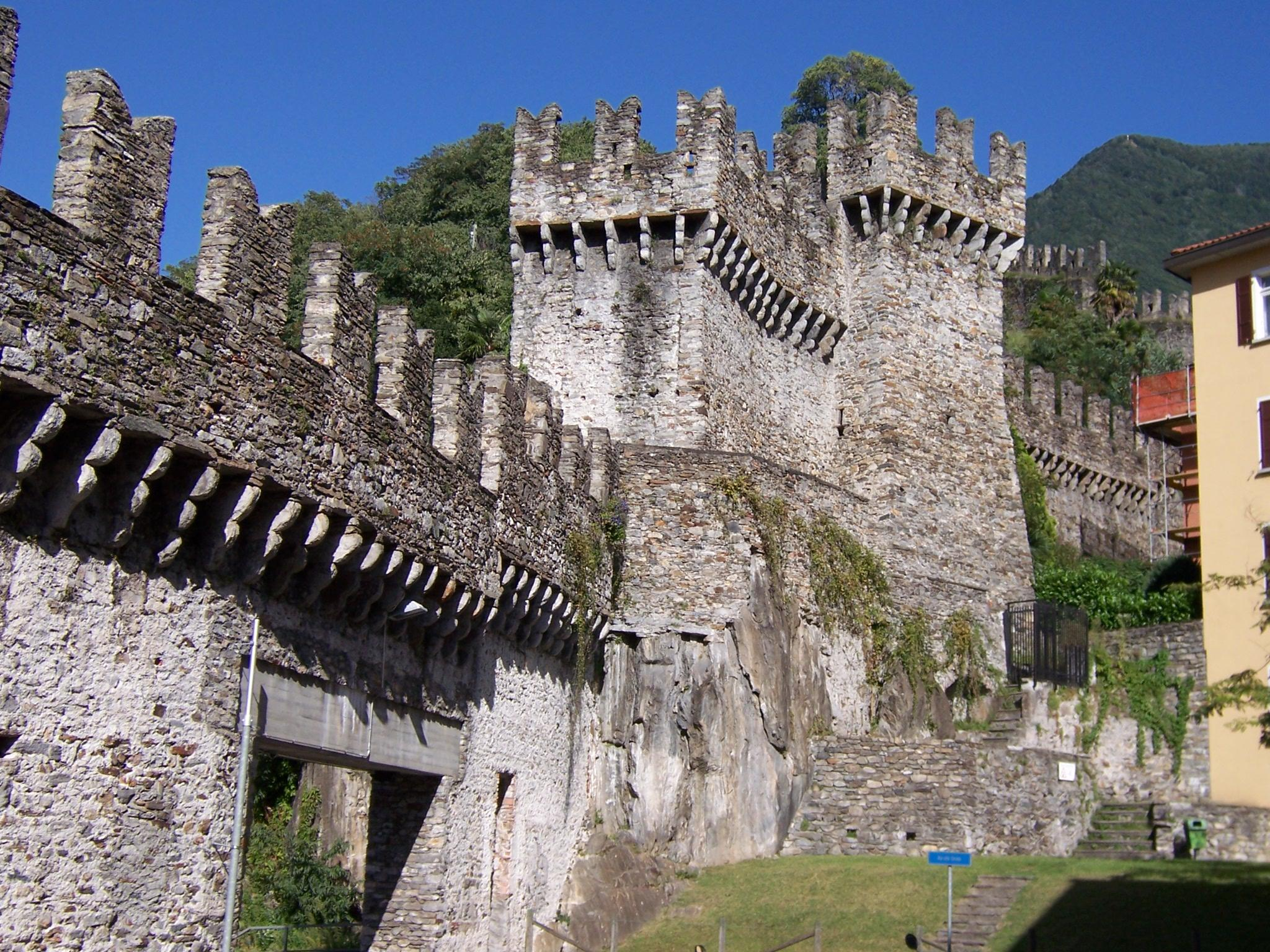
벨린초나 도시 방벽(무라타)

비스콘티의 통제 하에 무역이 번성했고 벨린초나가 성장했다. 알프스를 가로지르는 대체 경로인 쉘레넨 다리가 개통되자, 고트하르트의 교통량이 역대 최고 수준으로 증가했다. 14세기 후반에 긴 성벽인 무라타가 테신 계곡을 가로질러 건설되어, 밀라노가 고트하르트 고개 위의 무역로를 보호하고 세금을 부과할 수 있도록 했다. 도시는 1340년 이후 비스콘티 가문을 통해 밀라노에 의해 통제되었지만, 비스콘티는 1396년 바츨라프 왕이 수여할 때까지 공식적인 칭호와 봉건적 권리가 없었다. 그러나 벨린초나의 질서 있는 성장은 1402년 기안 갈레아조 비스콘티 공작의 사망으로 위협을 받았다. 1403년에 벨린초나는 발메솔치나의 알베르토 디 사코의 통제를 받았고, 그는 1419년까지 이를 유지했으며 우리와 옵발덴이 인수하여 레벤티나 계곡으로 확장되었다. 3년 후인 1422년에 밀라노가 도시를 매입하자는 제안을 했고, 구스위스 연방이 제안을 거부하자 도시를 공격했다. 우리와 옵발덴의 군대는 도시에서 빠르게 쫓겨났고, 이후 1422년 6월 30일 아르베도 전투에서 패배했다. 이 패배는 마조레 호수에 대한 우리와 동맹국의 팽창주의적 의도를 잠시 낙담시켰다.
기안 갈레아조 비스콘티 공작의 죽음 이후 불안한 기간 동안, 세 번째 성의 핵심이 될 탑인 사소 코르바로(Sasso Corbaro)가 도시 외곽에 세워졌다.
1426년 평화 조약으로 우리와 밀라노 사이의 국경이 확정되었지만, 1439년에 우리가 다시 침공했다. 벨린초나를 점령하지는 못했지만, 스위스 군대의 승리로 밀라노는 1441년 레벤티나 계곡에서 폴레지오에 이르는 모든 지역을 우리에 넘겨주었다. 1447년 필리포 마리아 비스콘티 공작의 죽음 이후, 벨린초나는 로카르노의 프란치노 루스카와 발 메솔치나의 하인리히 사이의 후계 위기의 중심에 있었다. 계승 위기에 따른 전쟁은 프란체스코 1세 스포르차가 밀라노에서 권력을 잡을 때까지 거의 3년 동안 지속되었다. 벨린초나는 빠르게 새로운 스포르차 왕조와 그에 따른 평화와 안정을 받아들였다.
1478년 스위스가 벨린초나를 재차 공격했지만, 실패하면서 평화는 다시 깨졌다. 그러나 스위스의 자존심은 600명의 스위스 군인이 10,000명의 밀라노 군대를 물리친 조르니코 전투로 회복되었다. 공격 후 밀라노는 거의 100년 전에 지어진 탑 자리에 사소 고르바로(Sasso Corbaro)를 지었다. 다른 두 성은 강화되었고, 계곡을 가로지르는 무라타 성벽은 재건되었다. 현대 성곽과 요새 대부분은 15세기 후반에 건설된 이 시기부터 시작된다.

### 스위스 연방의 준회원

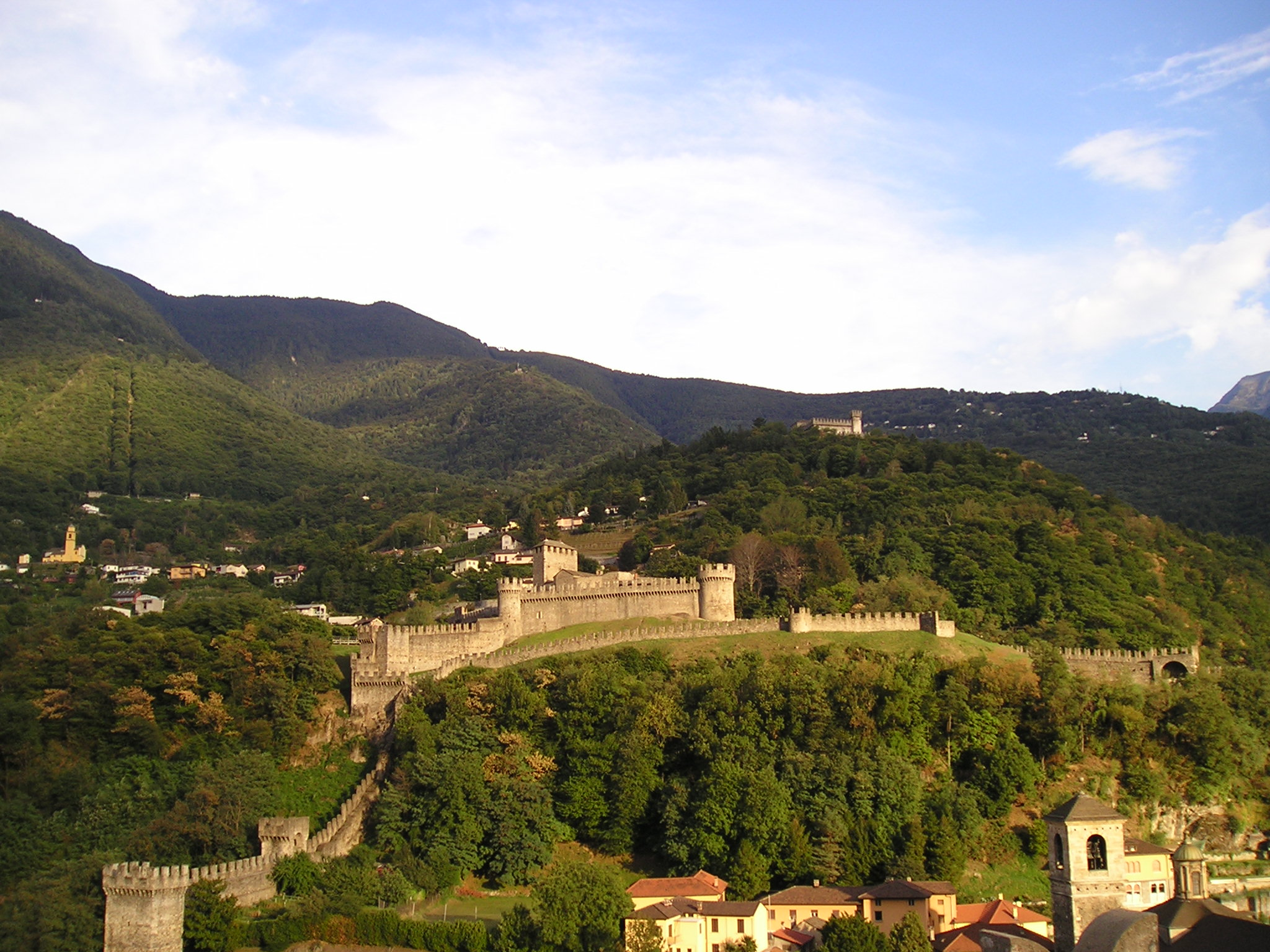
벨린초나의 성들

1499년 거의 1세기 반의 밀라노 통치는 프랑스의 루이 12세의 밀라노 침공으로 끝났다. 그는 벨린초나를 점령하고 스위스의 공격을 두려워하여 1000명의 군대로 카스텔그란데를 요새화했다. 1499년에서 1500년 겨울내내 벨린초나에서 소요가 커졌고, 1월에는 벨린초나 시민들의 무장 반란을 일으켜 프랑스군을 마을에서 몰아냈다. 1500년 4월, 루도비코 스포르차가 체포되어 처형된 후 프랑스로부터 보호를 요청한 벨린초나는 1500년 4월 14일 우리, 슈비츠 및 니트발덴의 공동 관리 하에 공동관리구역(콘도미니엄)으로 스위스 연방에 합류했다. 1798년 나폴레옹이 스위스를 침공한 후 벨린초나는 헬베티아 공화국 (1798-1803) 내의 벨린초나주의 수도였다.

### 1803년 이후

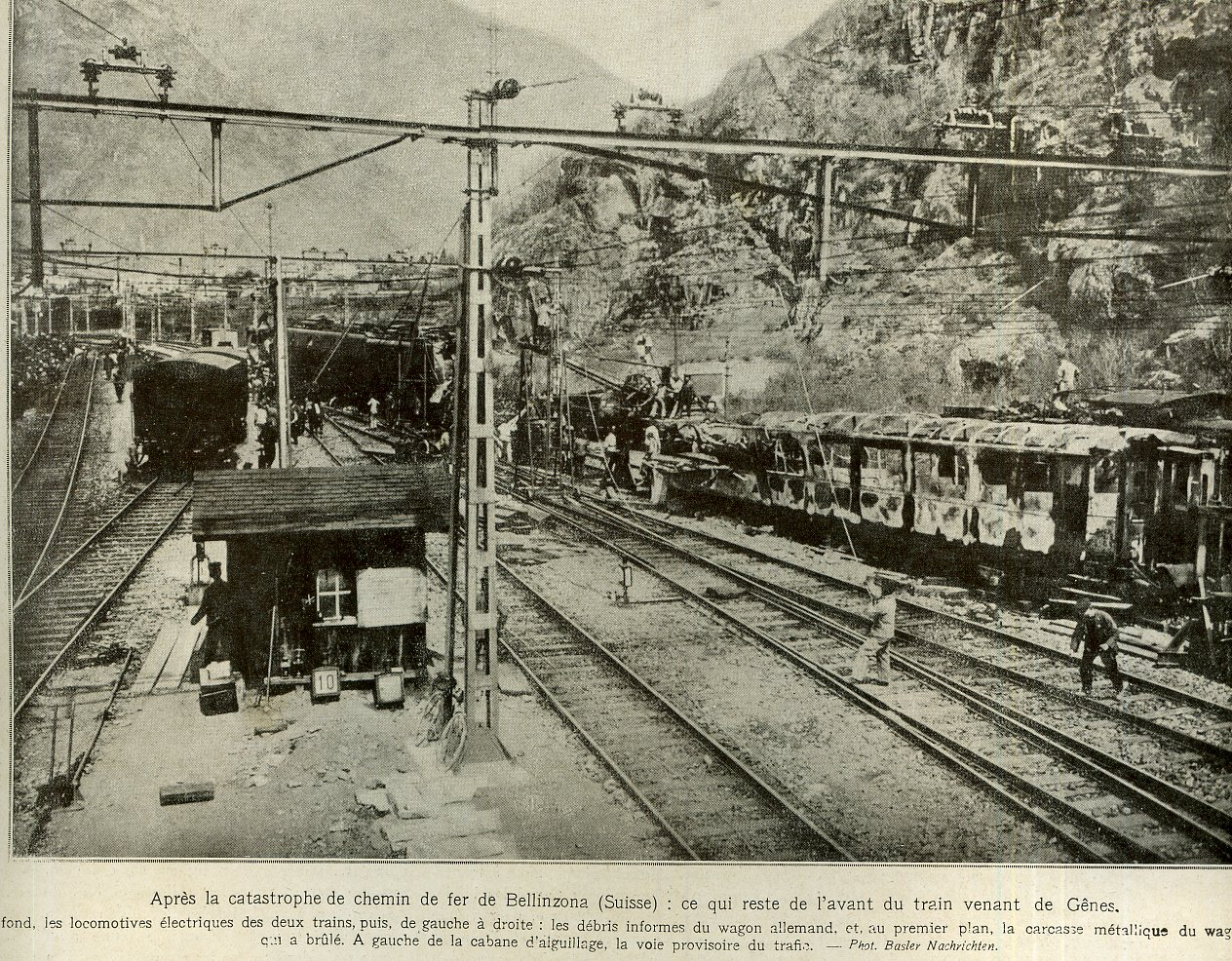
1924년 5월 벨린초나의 철도 사고

1803년 중재법에 따라 벨린초나는 티치노의 독립주의 일부가 되었고 1803년부터 1814년까지 새로운 주의 주도가 되었다. 그 날짜부터 1878년까지 벨린초나, 루가노와 로카르노는 6년마다 교대로 수도가 되었다. 1878년 벨린초나는 주의 주도가 되었다.
이 마을에는 아르토레 마을과 1907년 통합 이후 이전의 카라소, 다로 및 라벡키아 시정촌이 포함된다.
1874년에는 고트하르트 철도의 첫 번째 구간이 개통되어 벨린초나와 비아스카, 로카르노를 연결했다. 1882년까지 전체 노선이 개통되어, 북쪽으로는 고트하르트 터널을 통해 북부 스위스까지, 남쪽으로는 몬테 체네리 고개를 통해 루가노와 밀라노까지, 그리고 마조레 호수 동쪽 해안에서 루이노까지 확장되었다. 1907년에서 1972년 사이에 벨린초나는 벨린초나-메소코 철도를 통해 메소코와 기타 발메솔치나 커뮤니티와 연결되었다.

## 지리

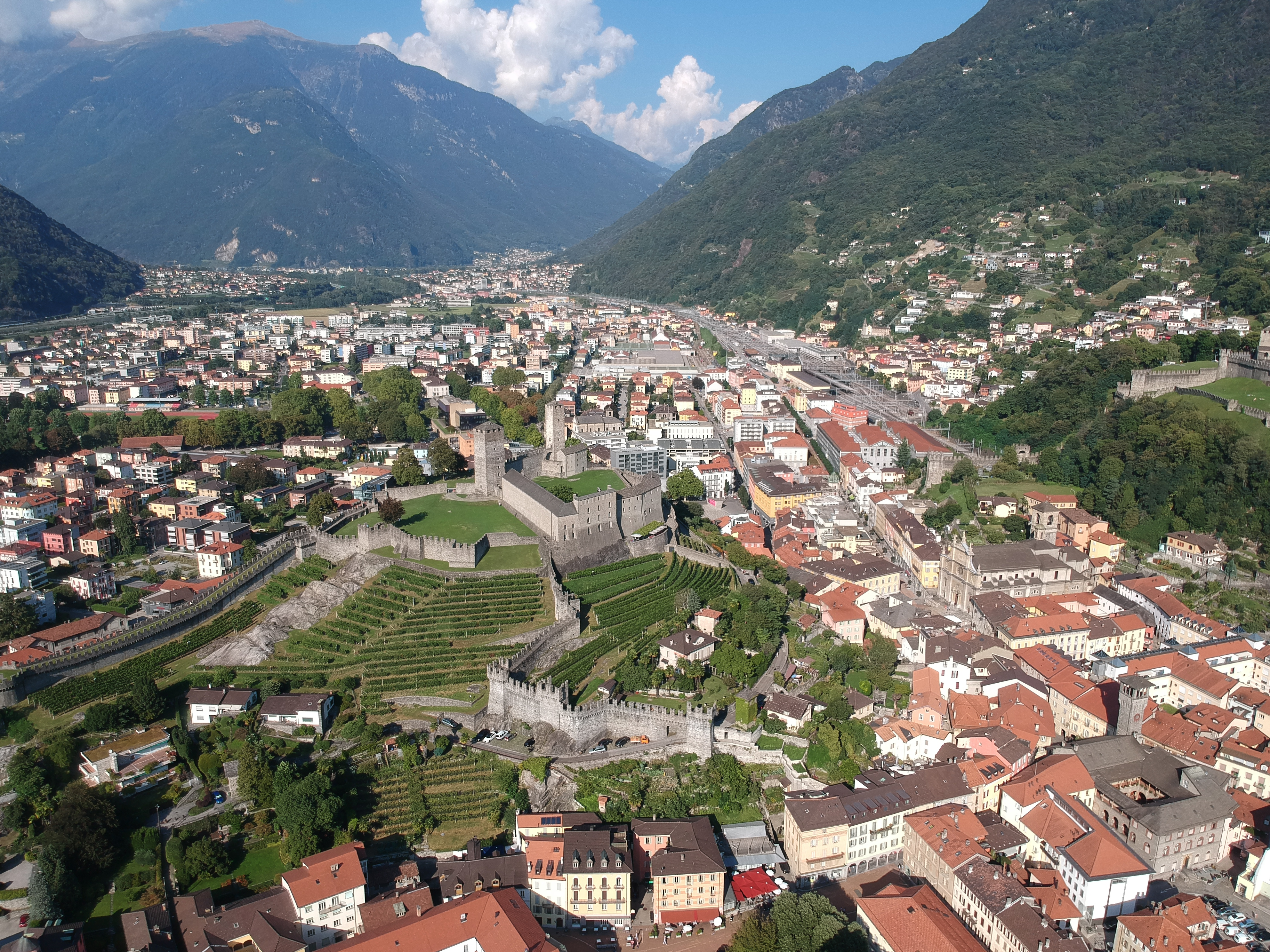
마을과 카스텔그란데 성

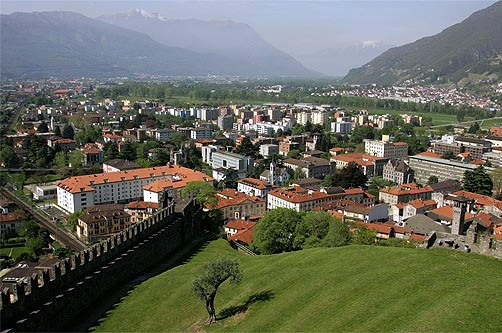
카스텔로 몬테벨로에서 본 벨린초나

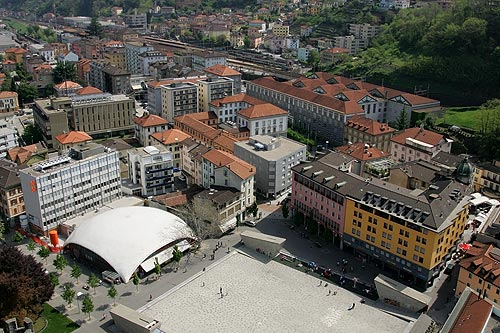
광장, 우체국과 역

2017년 4월 2일, 이전 인접 지자체가 벨린초나와 합병되었다. 합병한 지자체는 다음과 같다.
카모리노(Camorino), 클라로(Claro), 기우비아스코(Giubiasco), 노스카(Gnosca), 고르두노(Gorduno), 구도(Gudo), 몰레노(Moleno), 몬테 카라소(Monte Carasso), 피아네조(Pianezzo), 프레온조(Preonzo), 상탄노니오(Sant'Antonio)와 세멘티나(Sementina)
벨린초나는 240m의 고도에서 티치노강의 계곡에 위치하고 있다. 시내 중심은 강에서 동쪽으로 약 1km 떨어져 있으며 도시 지역은 계곡의 바닥과 낮은 경사면으로 제한되어 있다. 그러나 시정촌의 경계는 서쪽으로 2,240m, 동쪽으로 2,195m의 고도까지 계곡의 양쪽으로 확장된다.
이 마을은 남쪽 방향으로 흐르던 티치노강이 서쪽으로 방향을 틀고, 마조레 호수로 들어가기 전에 넓은 피오노아 디 마가디노를 거쳐 이탈리아 포 계곡과 롬바르디아에 이르는 지점에 위치해 있다.
상류에는 여러 계곡이 알프스 고지에 닿아 있으며, 북부 스위스는 티치노강 상류 계곡인 레벤티나 계곡을 통해 접근할 수 있다. 그리고 서쪽으로 더 가면 발베드레토(Val Bedretto)를 통해 누페넨 고개를 넘어 발레주로 갈 수 있다. 또는 루크마니에 고개를 넘어 발레 디 블레니오(Valle di Blenio)를 통해 전방 라인강의 그리소니아 수르셀바(Grisonian Surselva)로 갈 수 있다.
남쪽으로 몬테 체네리 고개는 루가노 프레알프스를 가로질러 루가노 호수와 롬바르디아로 가는 대체 루트를 제공하며, 산 조리오 고개는 동쪽으로 코모 호수 상류까지 가능한 루트를 제공한다.
벨린초나 타운의 면적은 1997년 현재 19.15k㎡이다. 이 면적 중 4.21k㎡ (22.0%)가 농업 목적으로 사용되는 반면 11.96k㎡ (62.5%)는 삼림이다. 나머지 토지 중 4.55k㎡ (23.8%)가 정착(건물 또는 도로), 0.47k㎡ (2.5%)가 강 또는 호수이고 0.09k㎡이다. 또는 0.5%는 불모지이다.
건축면적 중 공업용 건물이 전체 면적의 1.6%, 주택과 건물이 13.0%를 차지하였다. 교통 기반 시설은 5.8%를 구성하고 공원, 녹지 및 운동장은 2.7%를 구성했다. 산림면적의 60.1%는 산림이 우거져 있고 1.9%는 과수원이나 작은 나무 군락으로 덮여 있다. 농경지 중 6.6%는 작물 재배에 사용되며 2.5%는 과수원이나 덩굴 작물에, 13.0%는 고산 목초지에 사용된다. 시정촌의 모든 물은 흐르는 물이다.

### 기후
벨린초나에는 연간 평균 102.8일의 비 또는 눈이 내리며, 평균 강수량은 1,563mm이다. 가장 습한 달은 5월로 벨린초나에 평균 181mm의 비나 눈이 내린다. 이 달에는 평균 13일 동안 강수량이 있다. 일년 중 가장 건조한 달은 12월이며 13일 동안 평균 강수량이 60mm이다.

## 인구통계

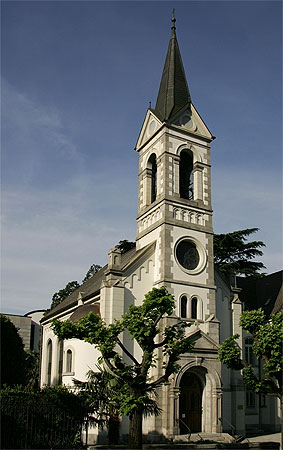
벨린초나의 스위스 개혁 교회

벨린초나의 영구 인구(2020년 12월 기준)는 43,360명이다. 2008년에는 인구의 29.4%가 외국인이었다. 1997년과 2007년 사이에 인구는 0.7%의 비율로 변경되었다.
2000년 기준 인구 대부분인 14,392명(87.4%)이 이탈리아어를 사용하며, 독일어가 590명(3.6%)으로 두 번째로 많이 사용되고, 세르비아-크로아티아어가 세 번째(2.5%)로 사용된다. 스위스 공용어(2000년 기준) 중 프랑스어 189명, 로만슈어 13명이 사용한다. 나머지 1,279명은 다른 언어를 사용한다. 벨린초나의 대도시 지역에는 47,128명의 인구가 있었고, 16개의 지자체로 나뉜다.
2008년 기준으로 인구의 성별 분포는 남성 46.6%, 여성 53.4%이다. 인구는 5,503명의 스위스 남성(인구의 31.8%)과 2,567(14.8%)의 비스위스계 남성으로 구성되었다. 스위스 여성은 6,781명(39.1%), 비스위스계 여성은 2,472명(14.3%)이었다.
2008년에는 스위스 시민이 132명, 비스위스계 시민이 45명이었고, 같은 기간에 스위스 시민이 132명, 비스위스계 시민이 15명 사망했다. 이민과 이민을 무시하면 스위스 시민의 인구는 그대로 유지되고 외국인 인구는 30 증가했다. 스위스에서 다른 국가로 이주한 스위스 남성은 7명, 스위스에서 다른 국가로 이주한 스위스 여성은 3명, 스위스인이 아닌 남성은 67명이었다. 스위스에서 다른 나라로 이주한 스위스인이 아닌 여성 70명과 스위스에서 다른 나라로 이주한 여성 70명. 2008년 전체 스위스 인구 변화(모든 출처에서)는 377명이 증가했고 비스위스계 인구 변화는 202명이 감소했다. 이는 1.0%의 인구 증가율을 나타낸다.
2009년 현재 벨린초나의 연령 분포는 다음과 같다. 1,530명(인구의 8.8%)이 0~9세이고 1,623명(9.4%)이 10~19세이다. 성인 인구 중 2,091명(인구의 12.1%)이 20~29세이다. 2,526명(14.6%)은 30~39세, 2,721명(15.7%)은 40~49세, 2,260명(13.0%)은 50~59세이다. 고령자 분포는 1,969명(인구의 11.46%)이 그리고 69세는 1,470명(8.5%)이 70~79세, 1,133명(6.5%)이 80~89세이다.
2000년 기준으로 시정촌의 민간가구는 7,294세대로 가구당 평균 2.2명이다. 2000년에는 총 2,892개의 주거용 건물 중 1,490호(전체의 51.5%)가 단독 주택이었다. 2세대(14.5%)가 419채, 다가구(22.2%)가 642채였다. 또한 시정촌에는 다목적 건물(주거 및 상업용 또는 기타 목적으로 사용)인 341개의 건물이 있었다.
2008년 시정촌 공실률은 1.45%였다. 이 중 상가주택은 총 7,255채(전체의 85.8%), 비수기형은 932채(11.0%), 공실은 268채(3.2%)였다. 2000년에 8,455개의 아파트가 지자체에 있었다. 아파트 규모는 방 3개짜리 아파트가 2,746호로 가장 많았다. 1인실 아파트는 474채, 5실 이상 아파트는 1,253채였다. 2007년 기준 신규 주택 건설률은 인구 1,000명당 6.2세대이다.
2003년 현재 벨린초나의 평균 아파트 임대료는 월 956.03 스위스 프랑 (CHF)이었다. (2003년부터 US$760, £430, €610 약 환율). 방 1개짜리 아파트의 평균 가격은 673.24 CHF(US$540, £300, €430)였고, 방 2개짜리 아파트는 약 740.60 CHF(US$590, £330, €470), 방 3개짜리 아파트는 약 910.37 CHF(US$730, £410, €580) 및 6개 이상의 방 아파트 비용은 평균 1406.75 CHF(US$1130, £630, €900)이다. 벨린초나의 평균 아파트 가격은 전국 평균 1116CHF의 85.7%였다.

### 종교
2000년 인구조사에 따르면 12,185명(74.0%)이 로마 가톨릭 신자이고 651명(4.0%)이 스위스 개혁 교회에 속해 있다. 다른 교회(인구 조사에 등재되지 않음)에 속해 있는 2,164명(인구의 약 13.14%)이 있으며, 1,463명(인구의 약 8.89%)이 질문에 응답하지 않았다.

### 과거 인구
출처: 스위스 역사 사전
|      |             | 1591       | 1781      | 1808  | 1850  | 1880  | 1910   | 1930   | 1950   | 1970   | 1990     |
| 인구 |             | ca. 200[A] | ca. 1,100 | 1,260 | 3,209 | 4,036 | 10,406 | 10,706 | 12,060 | 16,979 | 16,849   |
| 언어 | 독일어      |            |           |       |       | 140   | 1,028  | 831    | 807    | 1,040  | 681      |
|      | 프랑스어    |            |           |       |       | 6     | 74     | 127    | 162    | 179    | 209      |
|      | 이태리어    |            |           |       |       | 3,887 | 9,266  | 9,712  | 11,053 | 15,574 | 14,948   |
|      | 기타        |            |           |       |       | 3     | 38     | 36     | 38     | 186    | 1,011    |
| 종교 | 개신교      |            |           |       |       | 43    | 632    | 550    | 577    | 844    | 626      |
|      | 로마 가톨릭 |            |           |       |       | 3,985 | 8,947  | 9,577  | 11,196 | 15,817 | 14,592   |
|      | 기타/무교   |            |           |       |       | 8     | 827    | 579    | 287    | 318    | 1,631[B] |
| 국적 | 스위스      |            |           |       | 2,742 | 3,260 | 6,936  | 8,755  | 10,427 | 12,848 | 11,924   |
|      | 외국인      |            |           |       | 467   | 776   | 3,470  | 1,951  | 1,633  | 4,131  | 4,925    |

A  가구
B  1990년에 879명은 무신론자이거나 어떤 종교와도 동일시하지 않았다.

## 경제

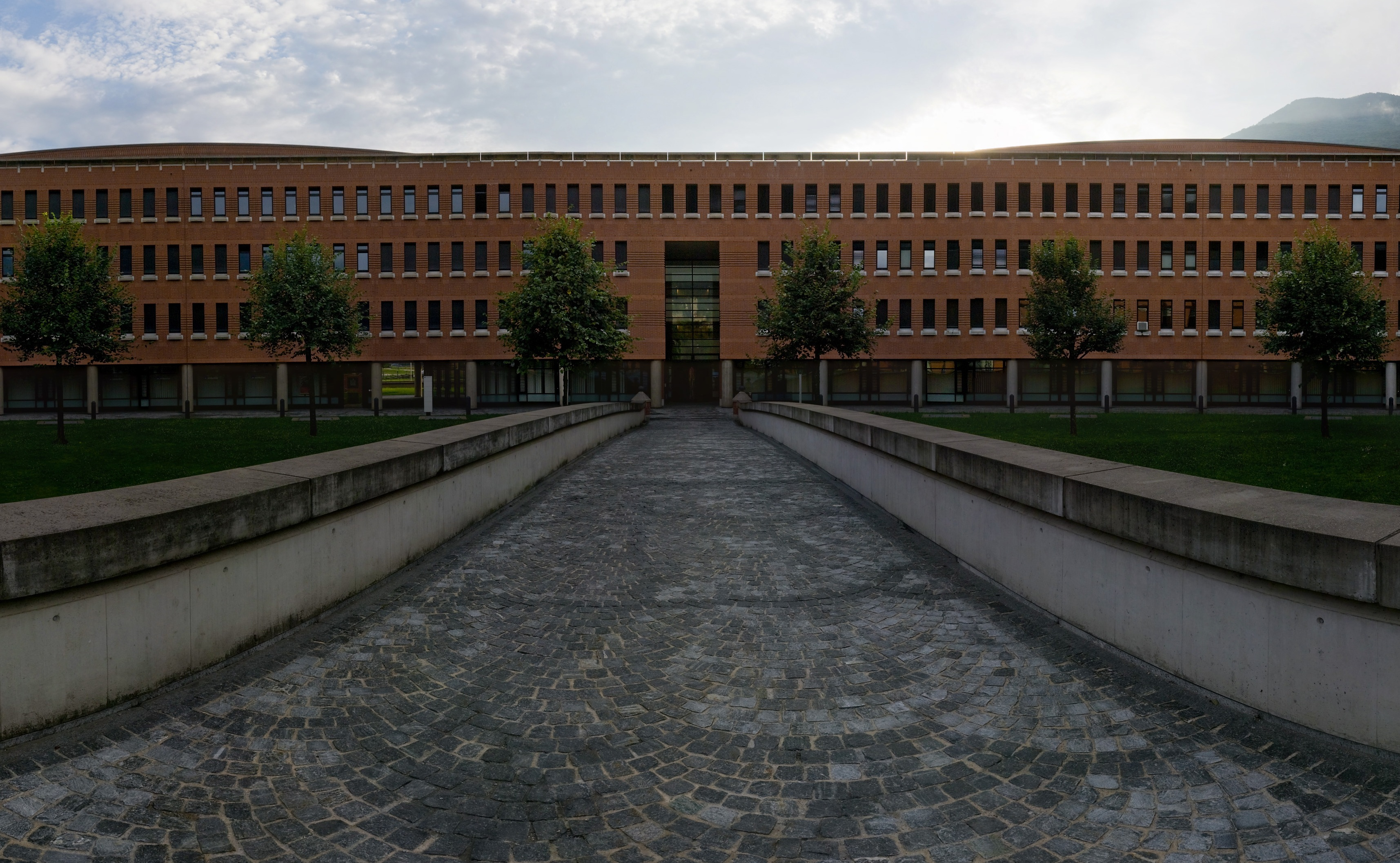
원래 스위스 PTT의 통신국을 위해 지어진 사무실 건물, 현재는 비즈니스 센터이다.

지역 산업은 주로 기계 공학에 기반을 두고 있다. 티치노 뱅킹 컴퍼니(Società Bancaria Ticinese)는 벨린초나에 있다. 가장 중요한 고용주는 스위스 연방 철도이다.
2007년 현재 벨린초나의 실업률은 5.16%이다. 2005년 기준으로 1차 경제 부문에 33명이 고용되어 있고 이 부문에 약 10개 기업이 관여하고 있다. 1,691명이 2차 부문에 고용되어 있고 이 부문에 149개의 기업이 있다. 11,647명이 3차 부문에 고용되어 있으며 이 부문에 1,093개의 기업이 있다.
2000년 기준 자치단체로 통근하는 근로자는 16,293명, 외부 출퇴근자는 2,631명이었다. 지자체는 근로자의 순수입 지자체이며, 1명이 전출할 때마다 약 6.2명의 근로자가 지자체에 전입된다. 벨린초나에 들어오는 노동력의 약 45.3%는 스위스 외부에서 오고, 현지인의 0.1%는 일을 위해 스위스에서 출퇴근한다. 근로인구의 8.8%가 대중교통을 이용하여 출퇴근하고 50.6%가 자가용을 이용하였다.
2009년 현재 벨린초나에는 총 145개의 객실과 283개의 침대가 있는 9개의 호텔이 있다.

## 교육
벨린초나에서는 인구의 약 60.5%(25-64세)가 필수가 아닌 고등 교육 또는 추가 고등 교육(대학 또는 응용학문대학)을 완료했다.
벨린초나에는 총 2,662명의 학생이 있다(2009년 기준). 티치노 교육 시스템은 최대 3년의 비필수 유치원을 제공하며 벨린초나에는 유치원에 다니는 413명의 어린이가 있다.
초등학교 프로그램은 5년 동안 지속되며 표준 학교와 특수 학교가 모두 포함된다. 시정촌에서는 781명의 학생이 표준 초등학교에 다니고 51명의 학생이 특수 학교에 다니고 있다. 중학교 시스템에서 학생들은 2년 중학교에 다니고 2년 예비 견습 과정을 거치거나 고등 교육을 준비하기 위해 4년 프로그램에 참석한다. 중학교 2년제 632명, 예비실습 3명, 4년제 심화과정 271명이다.
상위 중등 학교에는 여러 옵션이 있지만, 상위 중등 프로그램이 끝나면 학생은 직업을 찾거나 대학에 진학할 준비가 된다. 티치노에서 직업 학생은 인턴십 또는 견습 과정(3년 또는 4년 소요)을 진행하는 동안 학교에 다니거나 인턴십 또는 견습 기간(풀타임 학생으로 1년 또는 1년 반이 소요됨)을 거쳐 학교에 다닐 수 있다. 파트타임 학생으로 2년).년 전일제 학생은 162명, 파트타임 학생은 299명이다. 전문 프로그램은 3년 동안 진행되며 공학, 간호, 컴퓨터 과학, 비즈니스, 관광 및 이와 유사한 분야의 직업을 위해 학생을 준비시킨다. 전문 프로그램에는 50명의 학생이 있다.
2000년 기준으로 벨린초나에는 다른 지자체에서 온 2,957명의 학생이 있었고 313명의 거주자는 지자체 외부의 학교에 다녔다.
벨린초나에는 2개의 도서관이 있다. 이러한 라이브러리에는 다음이 포함된다.
- 벨린초나 주립 도서관 (Biblioteca Cantonale 벨린초나)
- 벨린초나 시립 도서관 (Biblioteca comunale)

도서관에는 총 138,818권 (2008년 기준)이 있으며, 같은 해 총 43,919권이 대출되었다.

## 관광

### 문화
이 도시는 150년 이상 동안 개최된 카니발 라바단으로 유명하다.

### 국가중요문화재
벨린초나에는 국가적으로 중요한 스위스 문화유산으로 등재된 12개의 건물 또는 지역이 있다. 또한 벨린초나의 3개 성의 유네스코 세계문화유산이 있는 곳이기도 하다. 2017년 4월 2일 합병으로 7개의 건물 또는 부지가 추가되었다. 벨린초나의 전체 구시가지와 모레노와 프레온조 마을은 스위스 유산 목록에 등재되어 있다.
3개의 성과 성벽 외에도 중세 및 초기 현대 도시가 목록에 포함된다. 3개의 종교 건물도 목록에 올라가 있다.

## 3개의 성

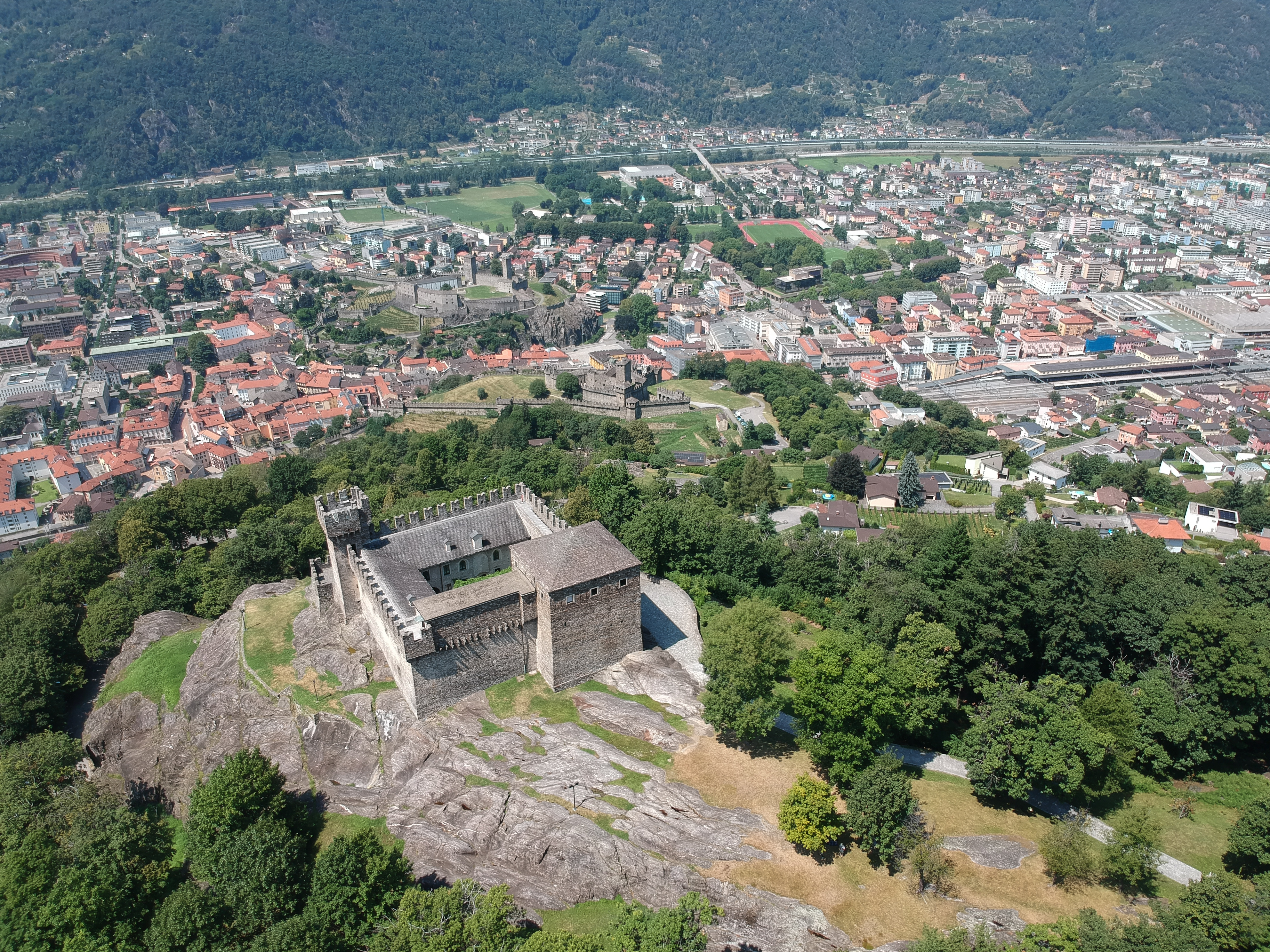
사소 코르바로에서 본 벨린초나 성

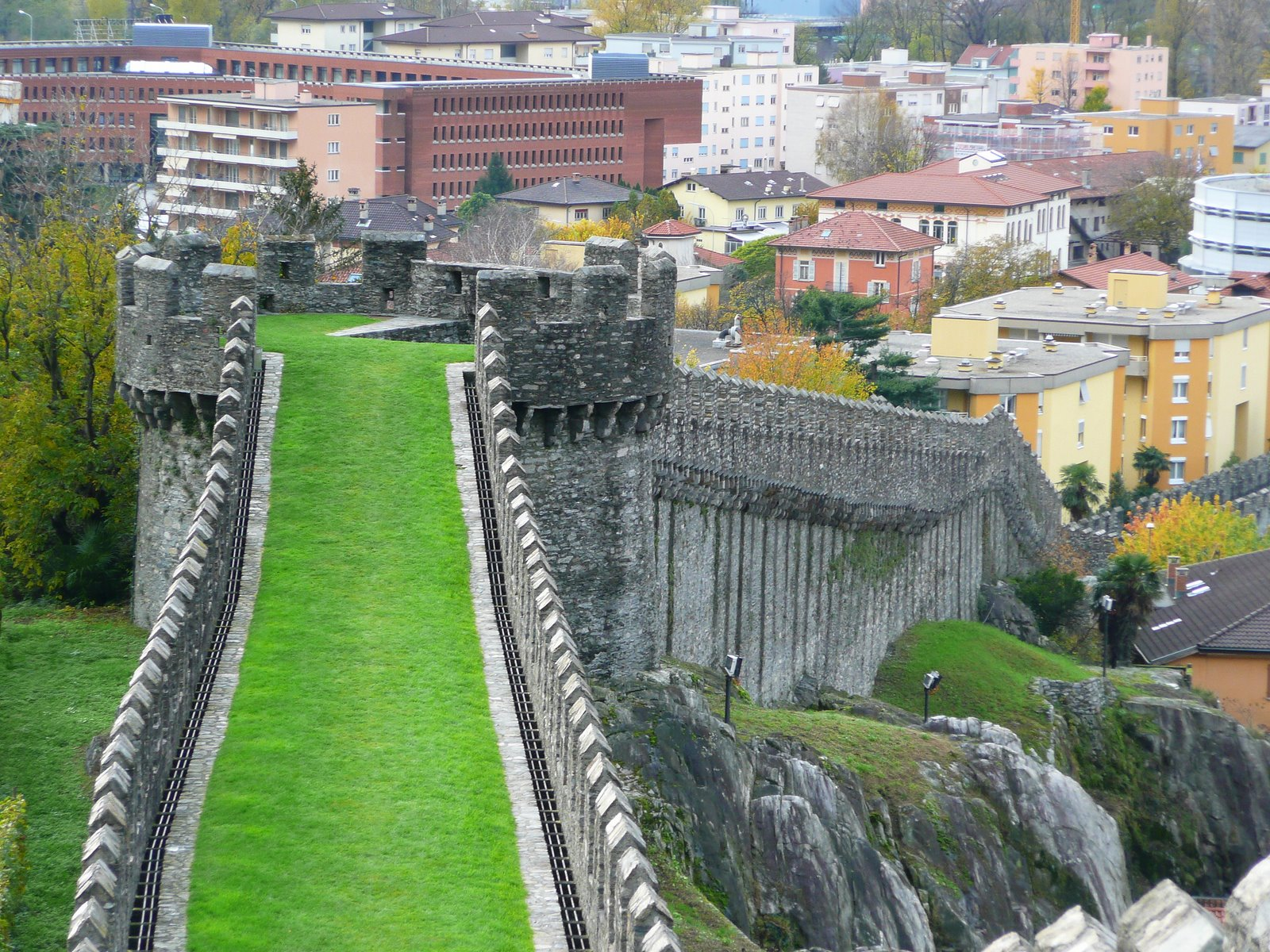
카스텔그란데와 카스텔로 디 몬테벨로를 연결하는 벨린조나의 성벽

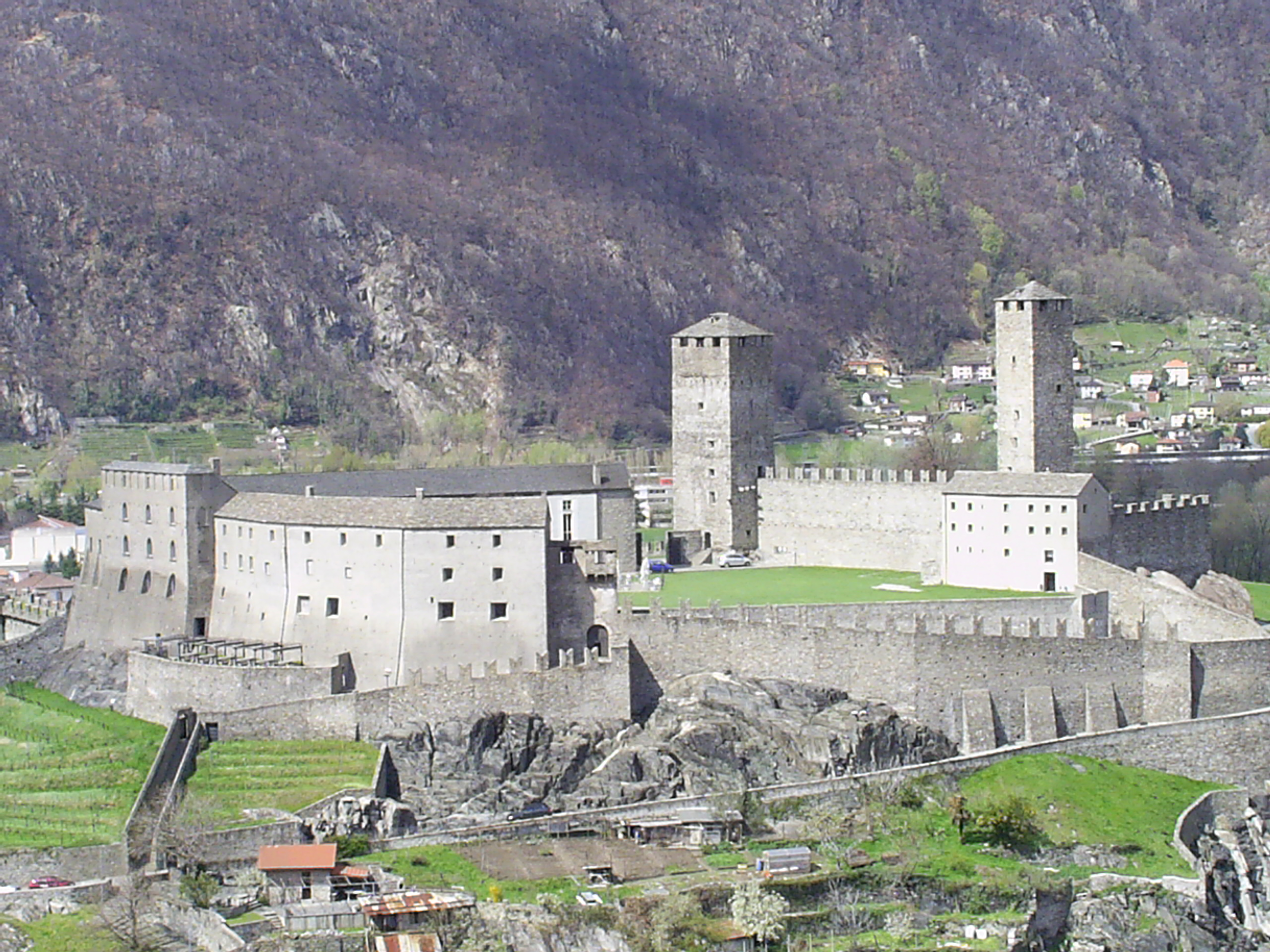
확장된 성벽과 탑을 보여주는 카스텔그란데

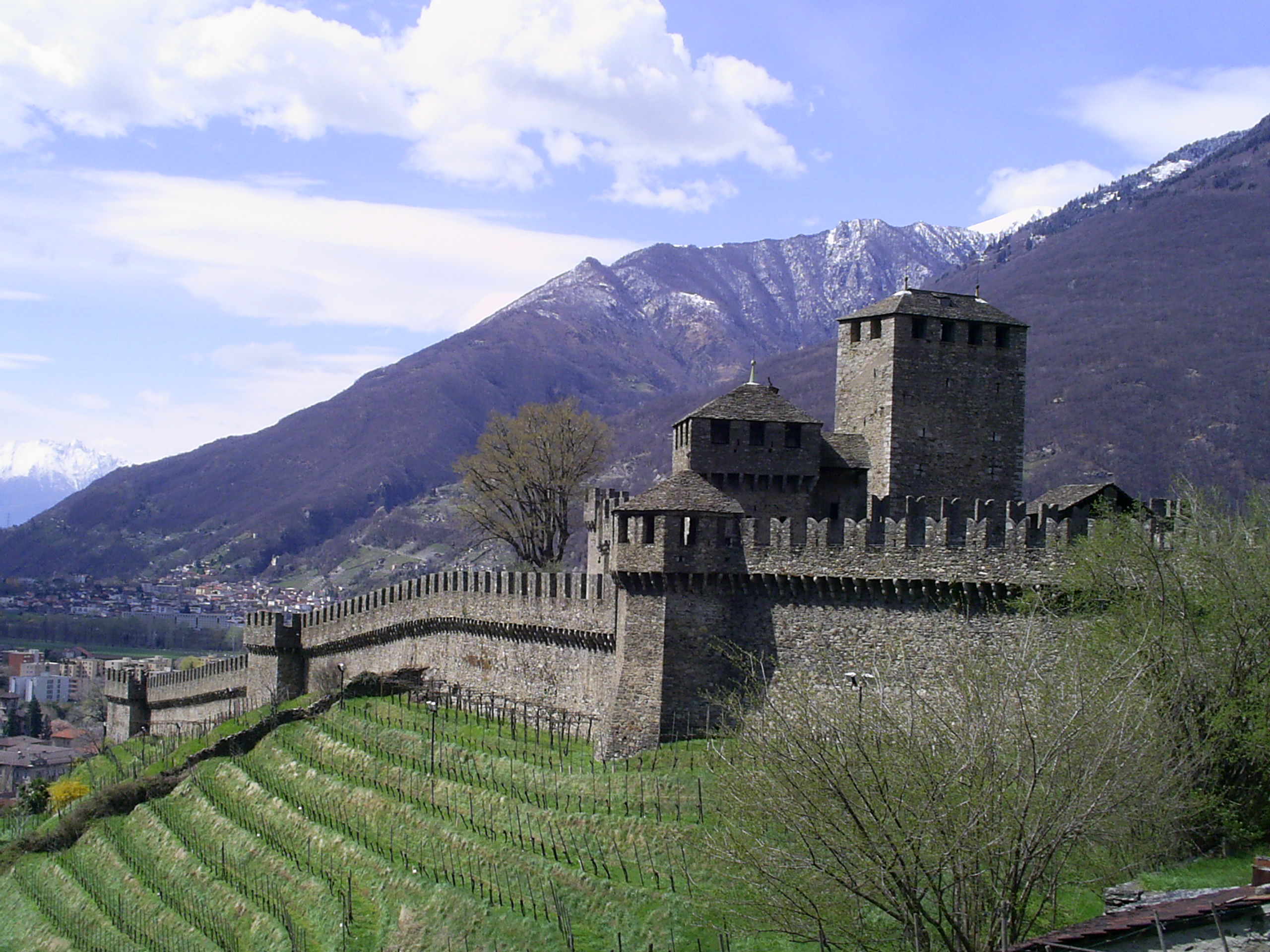
마을 동쪽 바위 언덕에 위치한 몬테벨로성은 성벽에 의해 카스텔그란데와 이어져 있다

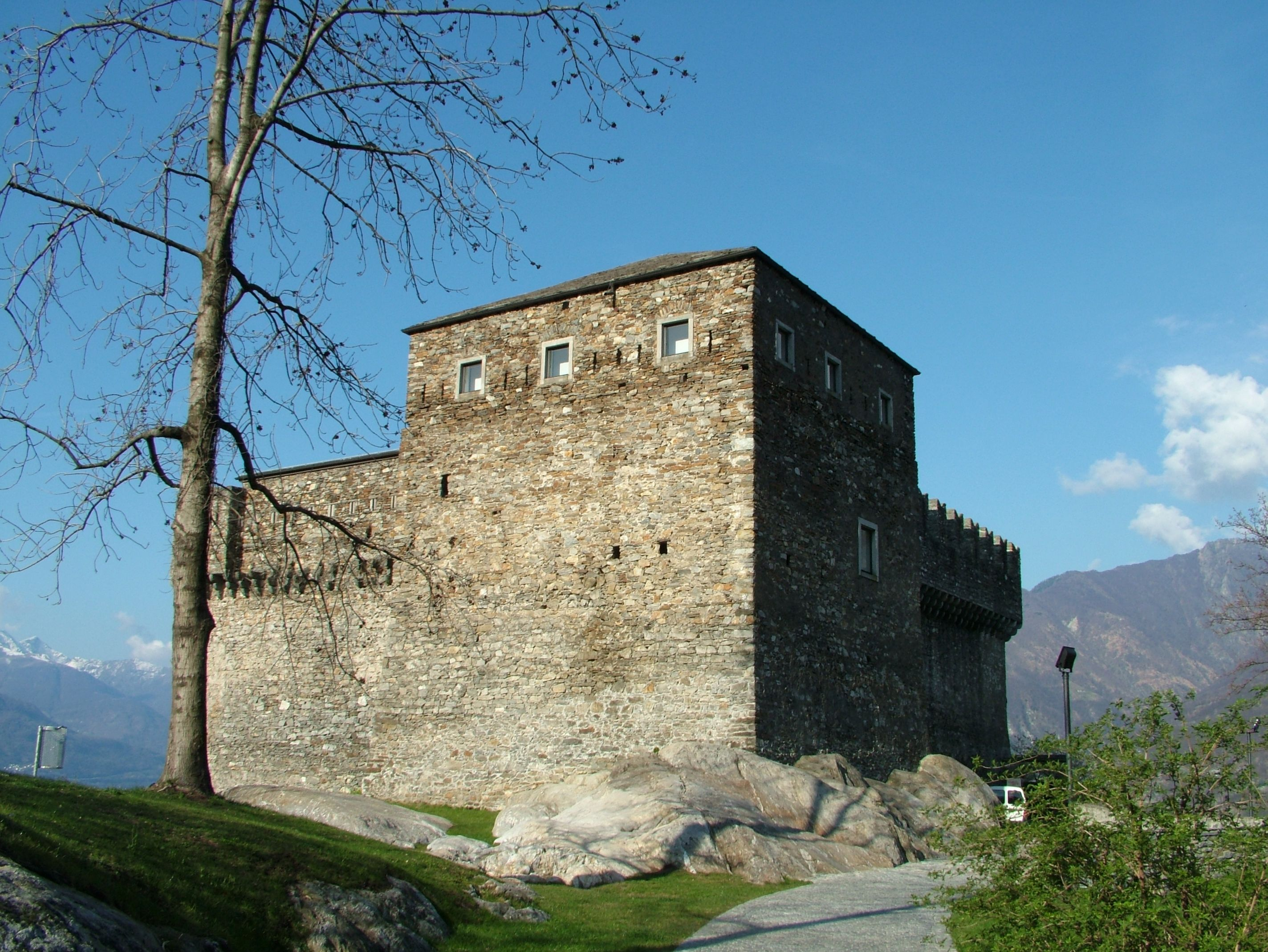
사소 코르바로성

공식적으로 벨린초나 시장 마을의 세 성, 방벽 및 누벽으로 등재된 세 성은 2000년부터 유네스코 세계 문화 유산으로 지정되었다. 이 그룹은 카스텔그란데, 몬테벨로성, 사소 코르바로성 및 요새 성벽으로 구성된다. 카스텔그란데는 계곡이 내려다보이는 바위 봉우리에 위치해 있으며, 구시가지를 보호하고 몬테벨로와 연결되는 일련의 요새 벽이 있다. 세 번째 성(사소 고르바로)은 다른 두 성 남동쪽의 외딴 바위 곶에 위치해 있다.

### 카스텔그란데
카스텔그란데의 위치는 적어도 BC 1세기 후반부터 요새화되었으며, 13세기까지 벨린초나에서 유일한 요새였다. 역사 동안 성은 요새(13세기 이전), 14-15세기의 고성, 1506년 이후의 우리성(Uri Castle), 1818년의 성 미카엘성(Saint Michael's Castle)으로 알려졌다.
카스텔그란데 언덕은 북쪽에 거의 수직인 측면과 가파른 남쪽 측면을 포함하지만, 거의 평평하고 직경이 150~200m이다. 언덕의 자연스러운 모양은 모든 인공 요새가 동일한 윤곽을 따르도록 장려했다. 로마 요새는 보이지 않지만, 로마 기초는 뒤따른 중세 시대 성에서 사용되었다. 중세 시대 성 중에서 유일하게 보이는 부분은 아직 서 있는 몇 개의 벽 조각뿐이다. 눈에 보이는 성의 대부분은 1250년에서 1500년 사이에 지어졌으며 지난 2세기 동안 대대적인 개조와 일부 확장이 이루어졌다. 성벽 내부의 대부분은 이제 평평하고 열린 공간이다.
11세기부터 15세기까지의 기록과 고고학적 증거에 따르면 성터는 한때 건물로 가득 차 있었다. 그러나 이들 대부분은 밀라노 공작에 의해 내부 공간을 확보하기 위해 철거되었다. 열린 공간은 벨린초나에 주둔할 수 있는 군대를 위한 임시 거주지를 제공하는 역할을 하는 3개의 큰 외벽으로 나누어졌다. 밀라노 공작 아래에서 외부 요새가 확장되고 강화되었다. 벽이 올라가고 확장되었으며 탑이 추가되었다. 서쪽 성벽은 완전히 재건되었고 성벽과 연결되었다.
성은 바위 기슭에서 성 부지까지 엘리베이터를 타거나 시내 중심에서 성벽을 통해 성곽으로 가파르고 좁은 길을 오르면 도달할 수 있다.

### 몬테벨로
몬테벨로 성(1506년에는 슈비츠 성, 1818년 이후에는 성 마르틴 성으로, 15세기에는 작은 성, 새 성 또는 중간 성으로 알려짐)은 시내 중심의 동쪽에 있다. 1313년 이전에 비스콘티가 승리하고 카스텔그란데를 점령한 후 성을 점령한 친제국 루스카 가문을 위해 지어졌다. 14세기 말에는 비스콘티의 손에 넘어갔다. 성은 1462년에서 1490년 사이에 보수 공사를 거쳐 현재의 상태로 확장되었다. 19세기에 성은 황폐해져서 1903년부터 보수되었다.
성 미카엘에게 헌정된 작은 예배당은 최근 남향 부분의 벽에 기대어 있다. 1600년경에 지어진 이 건물은 스위스 3개 주의 통치 하에 벨린초나 성에 세워진 몇 안 되는 건물 중 하나이다.
몬테벨로 성에는 고고학 및 시민 박물관이 있다. 박물관은 1974년에 문을 열었으며 몬테벨로 성의 타워와 이전 주거 지역에 위치하고 있다. 역사와 고고학의 두 구간으로 나뉜다. 역사 섹션에는 15세기의 여러 수도와 희귀한 13세기 세례대뿐만 아니라 여러 예술가의 그림과 스케치가 있다. 이 섹션에는 의식용 무기와 군사용 무기 컬렉션도 있다. 고고학 섹션에는 BC 1400년에서 1500년 사이의 많은 항목과 캔톤 주변의 도자기, 유리 제품, 장례용 항아리, 장식용 물건 및 보석류가 포함된다. 박물관은 3월부터 11월까지 개관한다.

### 사소 코르바로
1506년 이후에는 운터발덴성(Unterwalden Castle), 1818년 이후에는 성 바바라성(Saint Barbara's Castle)으로 알려진 사소 코르바로(Sasso Corbaro)는 마을에서 남서쪽으로 약 600m 떨어진 바위 언덕에 있다. 다른 두 성들과 달리 사소 코르바로는 성벽에 통합되어 있지 않다. 성의 첫 번째 부분은 1478년에 도시 방어의 틈을 메우기 위해 지어진 북동쪽 타워였다. 벽과 남서 타워는 나중에 추가되었다. 16세기와 17세기 동안 성은 여러 차례 낙뢰를 맞았고, 1900년에는 폐허가 되었다.
오늘날 사소 코르바로성에는 17세기에 엠마 가문을 위해 지어진 ‘나무방’인 살라 엠마 포글리아(Sala Emma Poglia)가 있다. 원래 블레니오 계곡(Blenio Valley)의 올리본(Olivone)에 있는 집 현관에 위치했던 이 방은 1944년 티치노주에서 구입했으며, 1989년 사소 코르바로로 이전하기 전에 카스텔그란데에 처음 보관되었다. 난방을 제공하는 난로도 포함된다. 스토브에는 엠마 가문의 문장(독수리와 사자 문양)이 있다. 박물관에는 임시 전시품도 있다. 3월부터 11월까지 운영된다.

## 교통

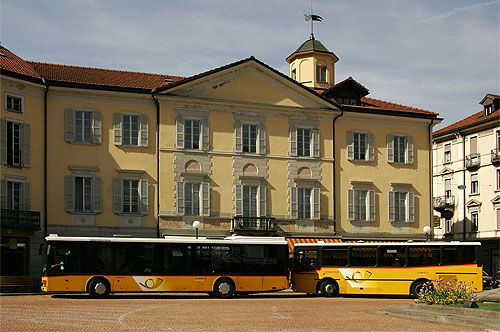
오토포스탈레 시내버스 (좌)와 시외버스

벨린초나역은 고트하르트 철도의 주요 중간 정류장이다. 북쪽으로는 아트-골다우 및 취리히로, 남쪽으로는 루가노, 키아소와 이태리로, 남서쪽으로는 로카르노로 향하는 주요 열차의 정차 지점이다. 이 역은 TiLo에서 운영하는 지역 열차로 비아스카, 키아소, 로카르노, 루가노 및 말펜사 공항까지 운행한다.
현지에서 오토포스탈레(AutoPostale)로 알려진 포스트버스 스위스는 루가노 내에서 소규모 시내버스 노선 네트워크를 운영할 뿐만 아니라 다른 도시와 도시로 가는 장거리 노선을 운영한다. 모든 노선은 기차역을 제공한다.
A2 및 A13 고속도로와 일부 주요 도로가 여기로 연결되어 중요한 교통수단이 된다. A2는 고트하르트 고개를 통해 북쪽으로 루체른, 바젤 및 독일로, 남쪽으로 루가노 및 이탈리아로 운행한다. A13은 산 버나디노 고개를 거쳐 쿠어와 오스트리아까지 북동쪽으로 달린다.

## 스포츠

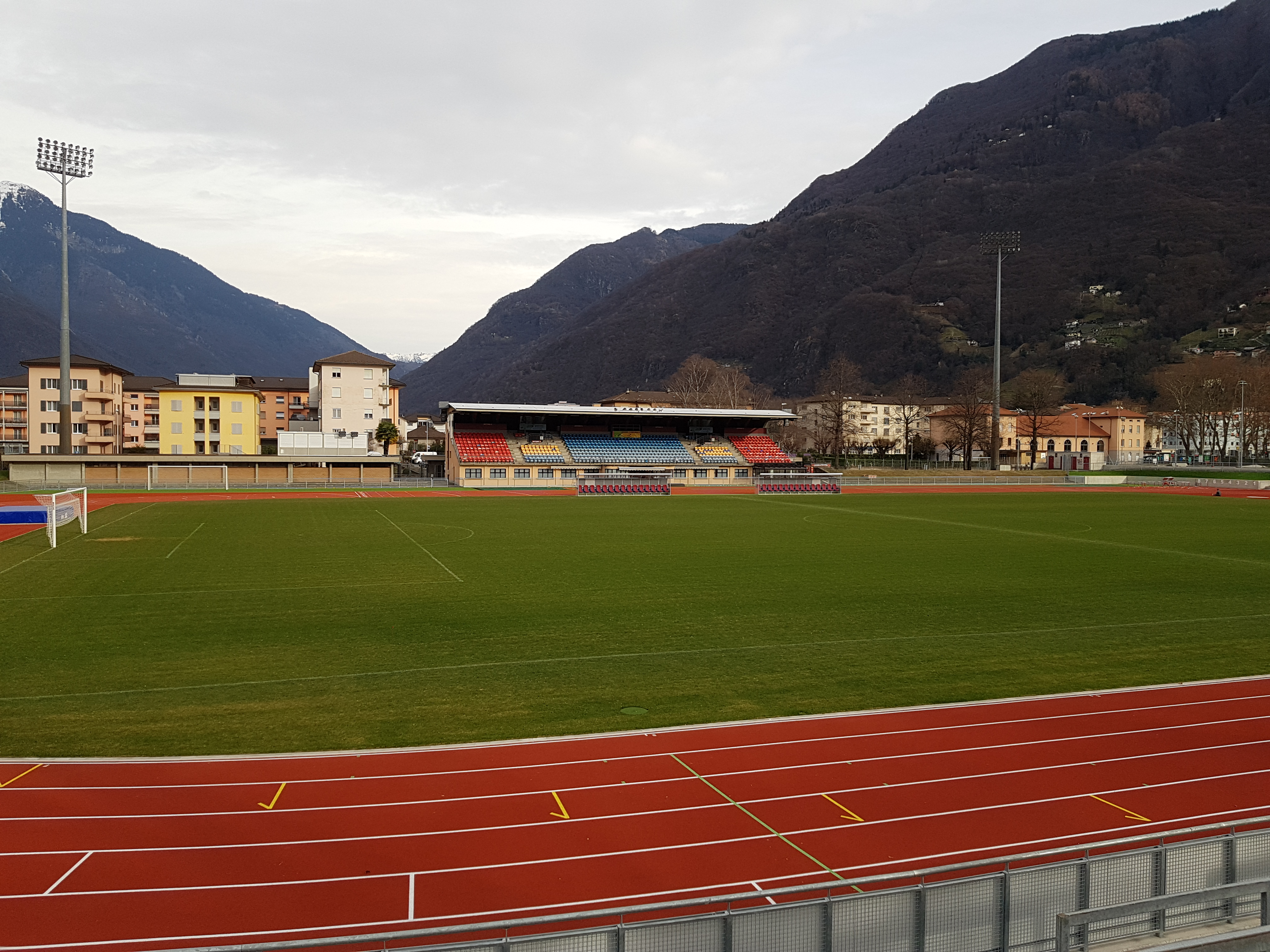
벨린초나 경기장

축구 클럽 AC 벨린초나는 스위스 챌린지리그에서 뛰고 있다. 주경기장은 스타디오 코무날레(Stadio Comunale)이다.
하키팀 GDT Bellinzona는 스위스 1.리가에서 뛰고 있다.
여자 농구팀(Pallacanestro Bellinzona)은 내셔널 리그 A에서 뛰고 있다.
플로어볼 팀(Ticino Unihockey)은 몇 년 전부터 내셔널 리그 B에서 뛰고 있다.
생활 육상 협회(GAB Bellinzona)는 매년 "Galà dei Castelli"(문자 그대로: 성의 갈라)라는 모임을 조직하며, 세계적으로 유명한 많은 운동 선수와 최고의 스위스 선수가 참가한다.